# 기타노마루 공원

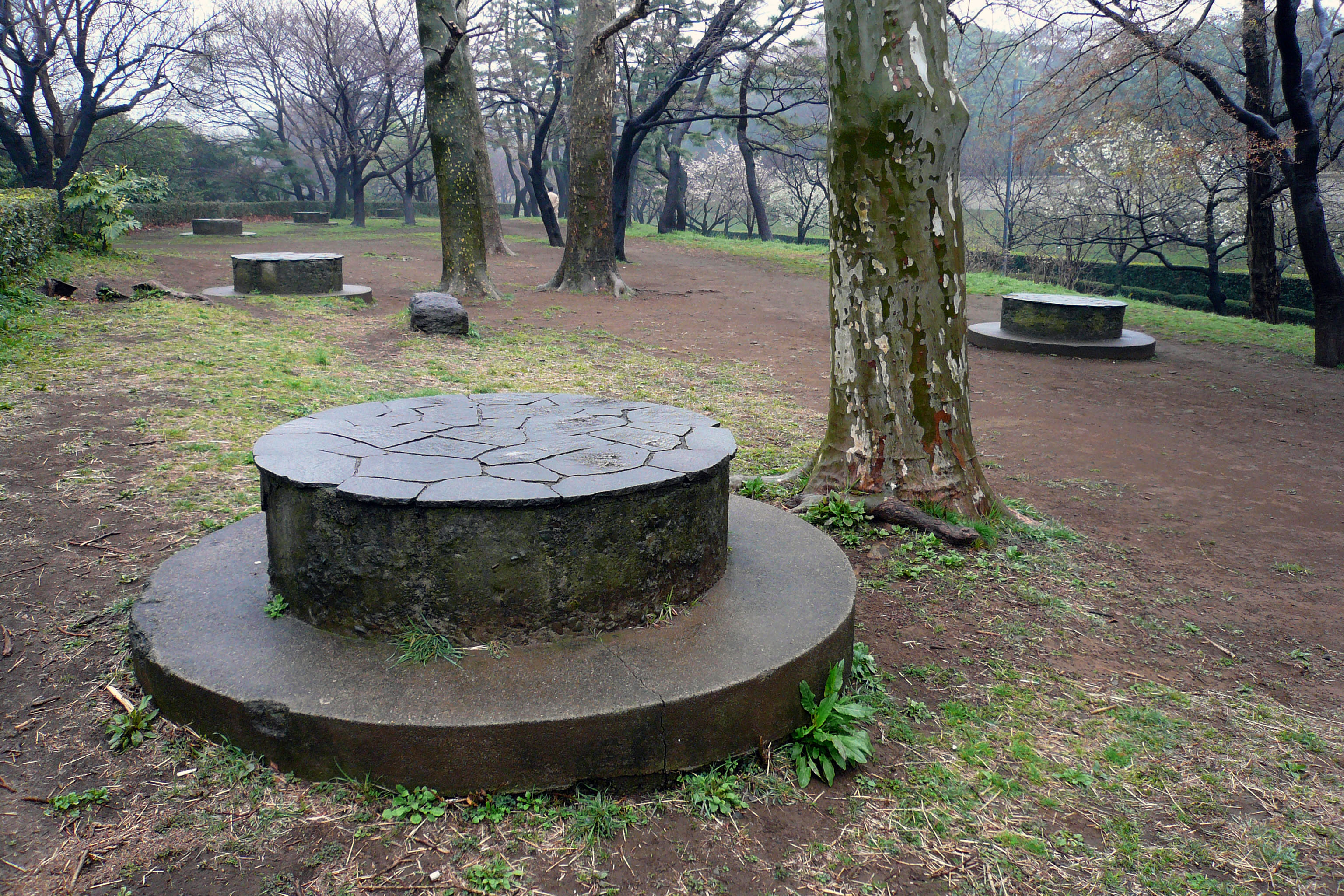
기타노마루 공원

기타노마루 공원(일본어: 北の丸公園 기타노마루코엔[*])은 일본 도쿄도 지요다구에 있는 국민공원이다. 이 이름은 에도성(江戸城)의 기타노마루에서 유래되었다. 공원 내에 많은 문화시설이 있으며, 옛 에도성의 건축물도 많이 있다. 고쿄 외원과 히비야 공원 등과 나란히 도심의 오아시스라 불릴 만큼 귀중한 공원이다. 공원 내에는 도로가 있기 때문에 자동차로 공원에 들어올 수 있고, 유료 주차장도 완비하고 있다.

## 역사
원래는 오타 도칸(太田道灌)이 에도성(江戸城)을 축성할 때에, 간토의 수호신을 모시고 있는 쓰키도 신사의 옛 터였고, 후에 도쿠가와 이에야스가 입성할 때 간토 다이칸(代官)로 있던 나이토 기요나리의 저택이 있었기 때문에 다이칸 마을이라고 불리었다.
그 후, 도쿠가와 다다나가와 도쿠가와 쓰나시게의 저택이 들어섰고, 후에 도쿠가와씨의 고산쿄로 있던 다야스 도쿠가와씨와 시미즈 도쿠가와씨의 저택으로 되었다. 이 저택단지 내에는 오쿠라와 바바 등도 있었다.
메이지 유신후, 메이지 정부에 의해 근위사단의 사령부가 들어서게 된다. (현재 도쿄 국립 근대 미술관 공예관은 이 근위사단 사령부의 건물을 개수하여 사용하고 있다.)
전후, 1946년 도쿄 특별 도시 계획에 따라 고쿄(皇居: 황거) 주변을 녹지로 정비하기로 결정하고, 옛 근위사단의 건물을 다수 철거 한다. 1963년 건설성이 산림공원으로 정비하기 시작한다. 1967년 주소지 명칭변경 시에 기타노마루 공원이라고 명명되었다. 1969년 쇼와 천황의 환갑을 기념하여 일반에 공개되었다. 그 후, 후생성이 관리했으며, 현재에는 일본 환경성이 관리하고 있다.

## 공원 및 주변 시설
- 도쿄 국립 근대 미술관(도쿄 국립 근대 미술관 공예관)
- 일본 무도관
- 과학 기술관
- 국립 공문서관
- 경시청 제1기동대
- 고쿄 경찰 기타노마루 사옥

## 히카리 이끼
기타노마루 공원의 서쪽에 있는 해자의 석축 틈에는 천연기념물인 히카리 이끼가 자생하고 있다. 에도성 축성때에 전국으로부터 운반되어 온 바위에 있었던 것으로 추정되지만, 히카리 이끼는 높은 지대의 동굴 등에서 밖에 관찰되지 않는 희귀한 이끼이다. 덧붙여 도심에서 발견된 것은 매우 드문경우이다.

## 같이 보기
- 고쿄(皇居)
- 에도성(江戸城)